# Ten City
Ten City fut un groupe de house et de garage des années 1980 et 1990 originaire de Chicago. Il connut un succès populaire grâce à une dizaine de tubes qui furent classés au hit parade américain. Le groupe, produit par Marshall Jefferson, était composé de Byron Burke (clavier), Herb Lawson (guitare) et Byron Stingily (chant). Ce dernier se lança plus tard dans une carrière solo, qu'il continue actuellement.
Parmi les morceaux les plus célèbres de Ten City figurent Right Back To You, Devotion, My Peace Of heaven et That's The Way Love Is, qui fut numéro 1 des charts en 1989. Ce dernier morceau est encore aujourd'hui considéré comme un des grands classique de la musique house.
La plupart des morceaux du groupe sont sortis à l'origine sur le label Atlantic Records, mais depuis 1996, des rééditions et remixes sont parus sur le label new-yorkais Ibadan Records.

## Discographie

### Singles
- 1987 Devotion (Atlantic Records)
- 1988 Right Back To You (Atlantic Records)
- 1989 That's The Way Love Is (Underground Mix) (Atlantic Records)
- 1989 That's The Way Love Is (Steve 'Silk' Hurley Deep House Mix) (Atlantic Records)
- 1989 Where Do We Go? (Atlantic Records)
- 1989 Suspicious (Atlantic Records)
- 1989 Foundation (Atlantic Records)
- 1990 Whatever Makes You Happy (Atlantic Records)
- 1990 Superficial People (Atlantic Records)
- 1990 Nothing's Changed (Atlantic Records)
- 1992 My Piece of Heaven (EastWest Records)
- 1992 Only Time Will Tell (EastWest Records)
- 1993 Fantasy (Columbia Records)
- 1994 Goin' Up In Smoke (Columbia Records)
- 1996 All Loved Out (Spiritual Life Music)
- 1998 Nothing's Changed (Joe Claussell remix) (Atlantic Records)
- 1998 Suspicious (Joe Claussell remix) (Atlantic Records)
- 2007 That's The Way Love Is (Jerome Sydenham, Tiger Stripes and Rune remixes) (Atlantic Records)

### Albums
- 1989 Foundation  (Atlantic Records)
- 1990 State of Mind  (Atlantic Records)
- 1992 No House Big Enough (Atlantic Records)
- 1994 That Was Then, This Is Now (Sony Records)
- 2001 The Best of Ten City (Ibadan Records)